# Thermes romains d'Évaux-les-Bains
Les thermes romains d'Évaux-les-Bains étaient des thermes romains d'un vicus qui se situait sur le territoire de l'actuelle commune d'Évaux-les-Bains dans le département de la Creuse. Les vestiges de ces thermes antiques sont classés monuments historiques sur la liste de 1840.

## Levicus
Le vicus gallo-romain d'Evaux est lié aux sources thermales qui jaillissent dans un vallon étroit aux pentes abruptes, à 600 m au nord du bourg. À ce rôle initial, a dû s'ajouter la fonction de carrefour routier avec tous les échanges que cela peut impliquer.
Le vicus doit son nom à la divinité locale des sources nommée IVAOS, connue par une dédicace tracée  sur le manche d'une patère en bronze : VIMPVRO FIRMI LIB. IVAV V.S.L.M. Les lettres sont formées par des points obtenus avec un poinçon. Afin de capter les sources aux propriétés curatives, les bâtisseurs ont profondément décaissé la roche pour constituer une vaste plate-forme horizontale de 350 mètres carrés, à l'endroit où les sources jaillissaient. Ils ont coulé une immense dalle de béton atteignant 3,50 m d'épaisseur dans laquelle une quarantaine de puits furent aménagés, à l'aplomb des points d'émergence.

## Histoire
C'est probablement dans la seconde moitié du premier siècle de notre ère  que les thermes et la galerie furent construits. Ils furent détruits par un incendie au IIIe siècle (après 260). La partie ouest, probablement restaurée, fut remise en service au IVe siècle.

## Les thermes
Les thermes sont célèbres dès l'Antiquité dans le traitement de l'insuffisance veineuse comme l'indique une patère de bronze dédiée par un légionnaire portant l'inscription « Je remercie Evaux d’avoir soigné les maux de mes jambes ».
Les thermes furent construits sur une superficie d'environ 25 ha. Encastrés entre les falaises, les thermes antiques forment un bâtiment presque carré auquel on accède, depuis le vicus, par une galerie longue de 600 m, large intérieurement de 6,70 m, qui débouche dans une cour intérieure où se trouve la façade monumentale de l'édifice, face à l'accès. Son départ se situe vraisemblablement à l’emplacement de l’église actuelle ou devait se trouver un temple. La partie nord de l'établissement renferme de grands bassins richement ornés. Les salles situées à l'est de la cour, et probablement celles situées à l'ouest, abritent des baignoires. Les salles à absides du sud, à l'endroit où jaillissent des sources très chaudes (60 degrés) seraient des étuves destinées aux bains de vapeur.
Un aqueduc enterré l'alimentait en eau potable depuis Reterre où il recueillait les sources de la Valazière. Son tracé, guidé par les courbes de niveau, fait de nombreux détours et sa longueur est estimée à 17 km. Sur cette distance, il passe de 580 m à 460 m, soit une dénivellation totale de 120 m.

## Vestiges
- plus de 40 puits aménagés sur 350 m2 ;
- 5 piscines dont un caldarium circulaire ;
- des baignoires (parc des thermes actuels) ;
- un aqueduc de 17 km ;
- le mur d'une galerie couverte de 700 m, vestige d'un temple ?

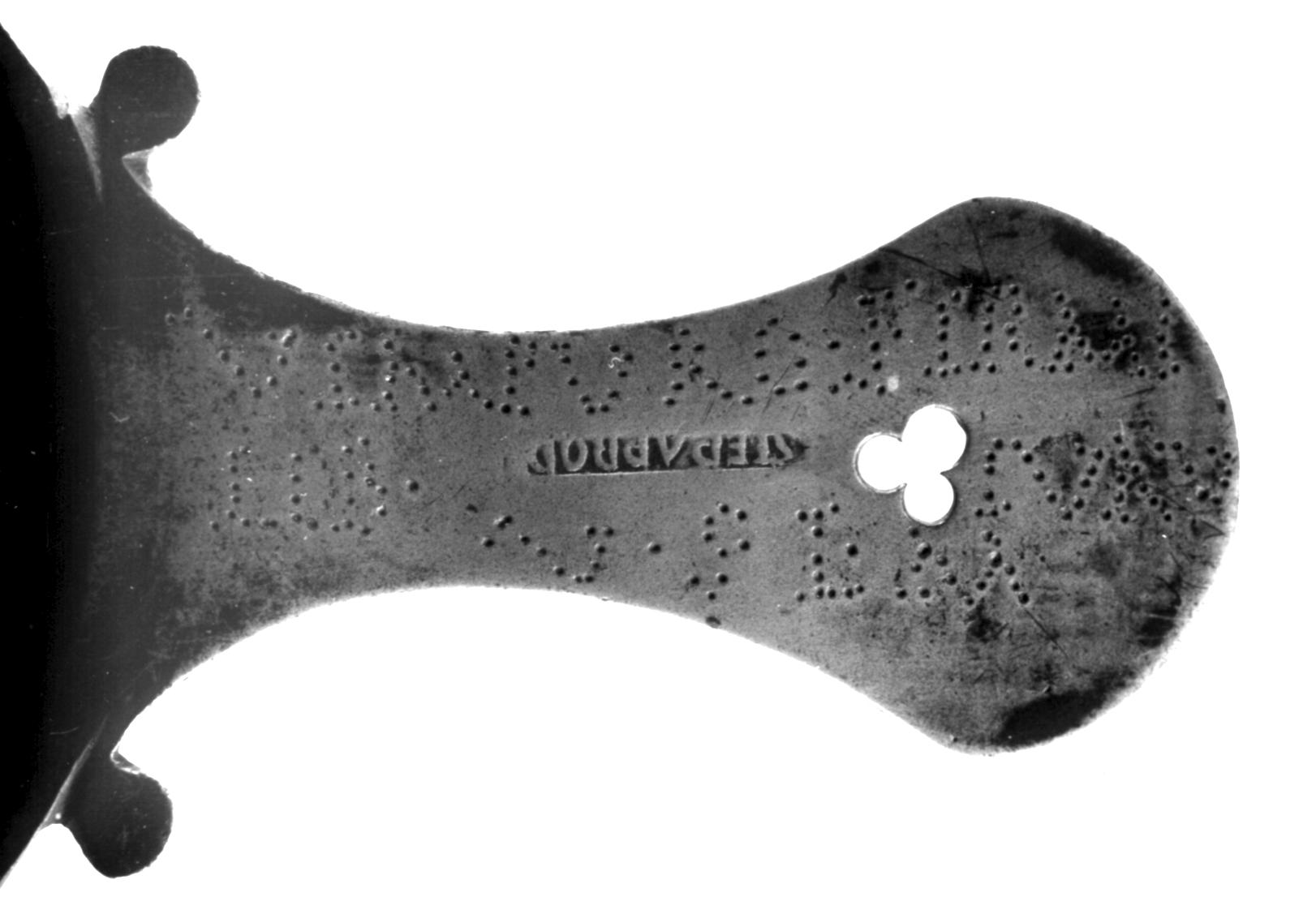
Le manche de la patère avec une inscription.
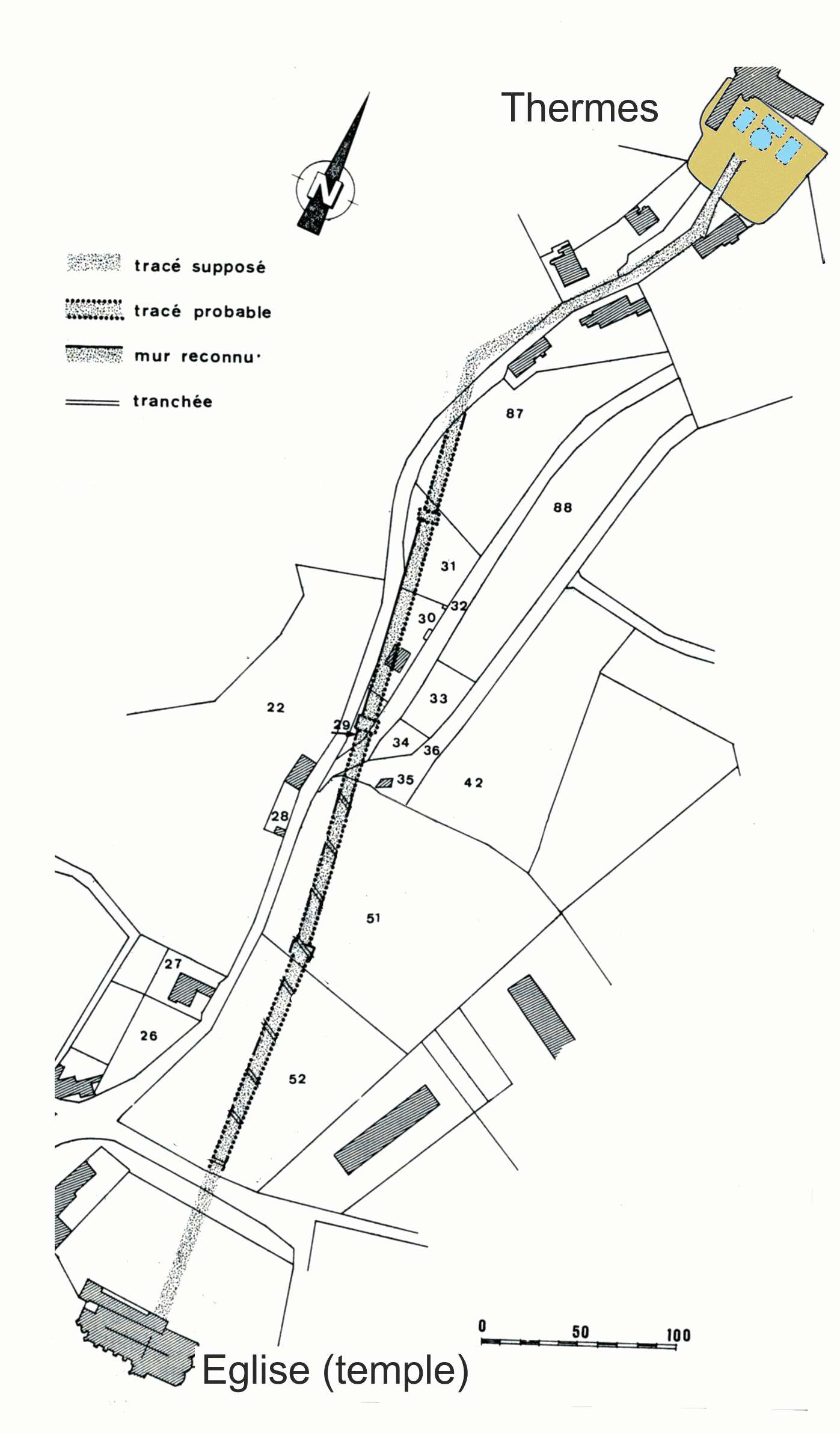
Plan de la galerie d'accès aux thermes.